# Vodárenská věž (Tábor)
Vodárenská věž (také stará vodárna) je věžový vodojem) na území městské památkové rezervace v Táboře, v blízkém sousedství pozdně gotické radnice na Žižkově náměstí. Stavba je chráněna jako kulturní památka.
Věž je významným industriálním dědictvím, představuje vzácnou renesanční památku technického charakteru a zároveň je historickým dokladem renesanční výstavby města. Jako dominanta v dochovaném pásmu městského opevnění (je přičleněna k městským hradbám) má objekt také urbanistický význam.

## Historie
Stavba staré vodárny na pravidelném pozemku p. č. 562 o výměře 34 m², je situována na jižním konci Tržního náměstí (dříve tzv. Velký šanc), a na severním konci Žižkovy ulice. Vodárenská věž byla vestavěna do hlavní hradební zdi, která je z období vlády Přemysla Otakara II.
Stará vodárna byla postavena na přelomu 15. a 16. století (v roce 1502), po vybudování Jordánu. Důvodem budování byl nedostatek pitné i užitkové vody ve městě. Vodu do věže, nacházející se 32 metrů nad hladinou nádrže, vytlačovalo čerpací zařízení z tzv. vodárenských mlýnů. Poté byla voda dřevěným potrubím rozváděna do městských kašen.
Po velkém požáru v roce 1559, kdy ohni podlehla velká část domů v centrální části města, byla stavba obnovena. Až do 16. století bylo základní stavební surovinou dřevo, a tak paradoxně ničivé požáry z let 1525–1559 pomohly dalšímu rozvoji města. Byly důvodem ke kamenné přestavbě, a často i k uplatnění nových architektonických prvků. Také při obnově vodárenské věže vznikly dva renesanční obloučkové štíty. Roku 1874 byl na věži vyměněn rezervoár a v letech 1877 a 1925 byla věž průběžně opravována. 
Při opravách v roce 2020 proběhla mj. výměna oplechování (za původní měděné), také díky použití tzv. trassové malty, regulující vlhkost zdiva, se prodloužila jeho životnost. Mechanicky i chemicky byla očištěna celá fasáda, odstraněny lišejníky a mechy, proběhlo její zakonzervování.

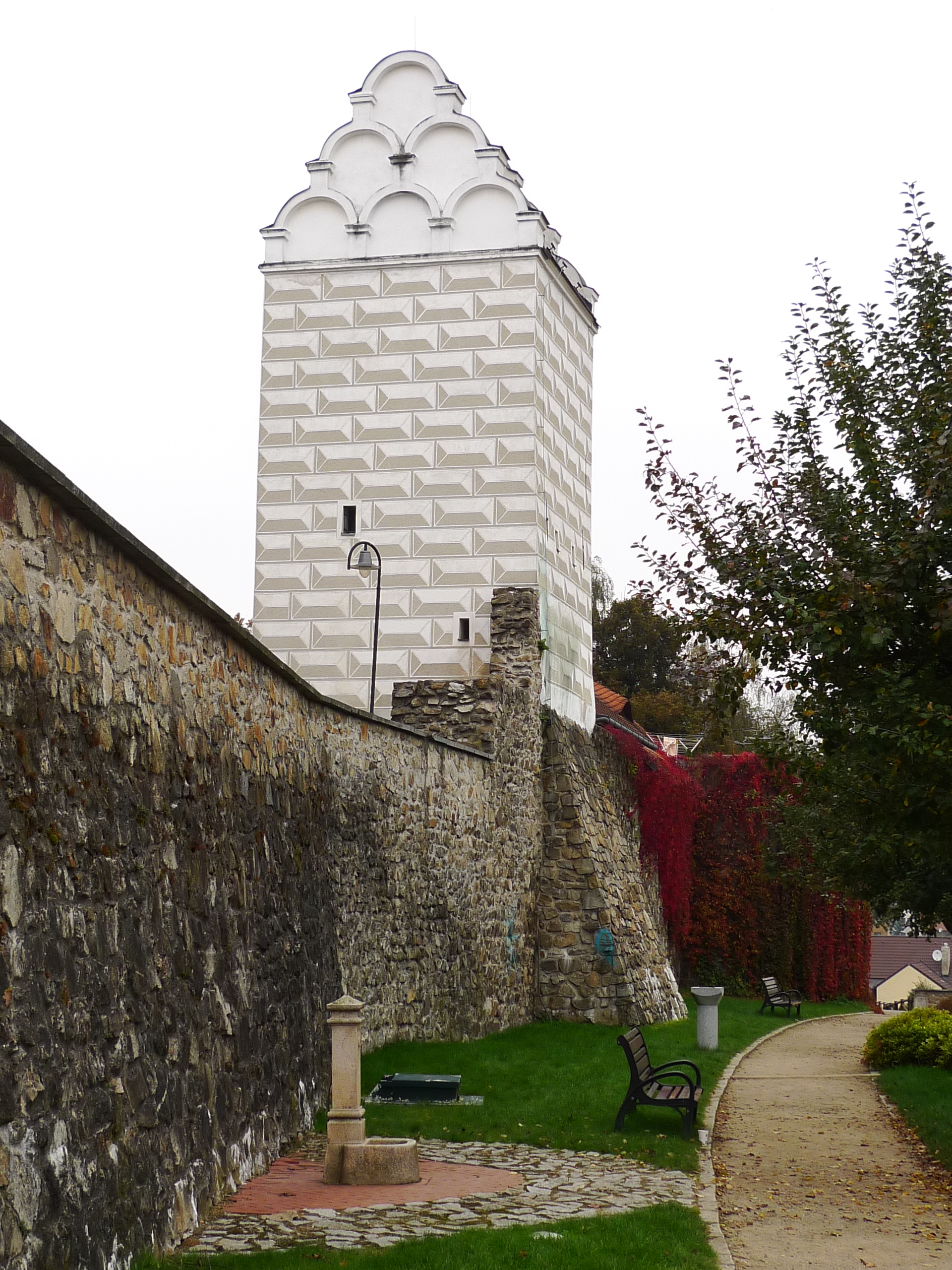
Městské opevnění s věží

Ve věži se nachází galerie, sloužící pro výstavy výtvarného umění. Galerii Vodárenská věž provozuje město Tábor od roku 1997, v jejích netypických prostorách vystavují zejména mladí a začínající výtvarníci, kteří nejsou svázáni konvencemi.

## Architektura
Vodárenská věž je renesanční stavbou, přičleněnou k původnímu městskému opevnění (východní stěnou stojí na hradbách). Je zdobena sgrafitem, severní a jižní průčelí jsou ukončena obloučkovými štíty.
Hranolová věž má obdélný půdorys, je třípatrová, zakončena sedlovou střechou z modřínových šindelů (dříve krytou bobrovkami).
Zdivo je smíšené, omítka v přízemí hladká, od patra začíná sgrafitová výzdoba. Psaníčková sgrafita pokrývají plochu věže ve všech patrech, ze všech stran. Jednotlivá patra prolamuje několik okének různých velikostí. V prvním patře je prolomeno okno na jižní straně, ve druhém patře na západní, jižní a východní straně a ve třetím patře se nachází větší, segmentově zaklenuté okno, otevřené směrem k severu.
Průčelí je ukončeno úzkou profilovanou korunní římsou. Severní a jižní štít se skládá ze tří řad obloučků, jejich vnější stěny jsou kryté oplechováním. U severního štítu jsou v prostřední řadě obloučků dvě okénka.
Vstup do věže je ze západní strany, jedná se o úzké svlakové dřevěné dveře v segmentovém záklenku. Dveře jsou z vnitřní strany uchyceny pomocí horizontálního kování na trnech. V interiéru, osvětleném úzkými okénky s kamennými ostěními, jsou patra přístupná po úzkém, poměrně strmém dřevěném schodišti, konstrukce mezi patry je také dřevěná.